# 西蒙·費里
西蒙·費里（英語：Simon Ferry；1988年1月11日—）是一位蘇格蘭足球運動員。在場上的位置是中場。他現在效力於蘇格蘭足球超級聯賽球隊鄧迪足球俱樂部。他也代表蘇格蘭U19國家足球隊參賽。

## 外部連結
- 足球数据库：西蒙·費里的球员统计数据